# Hacienda Teya

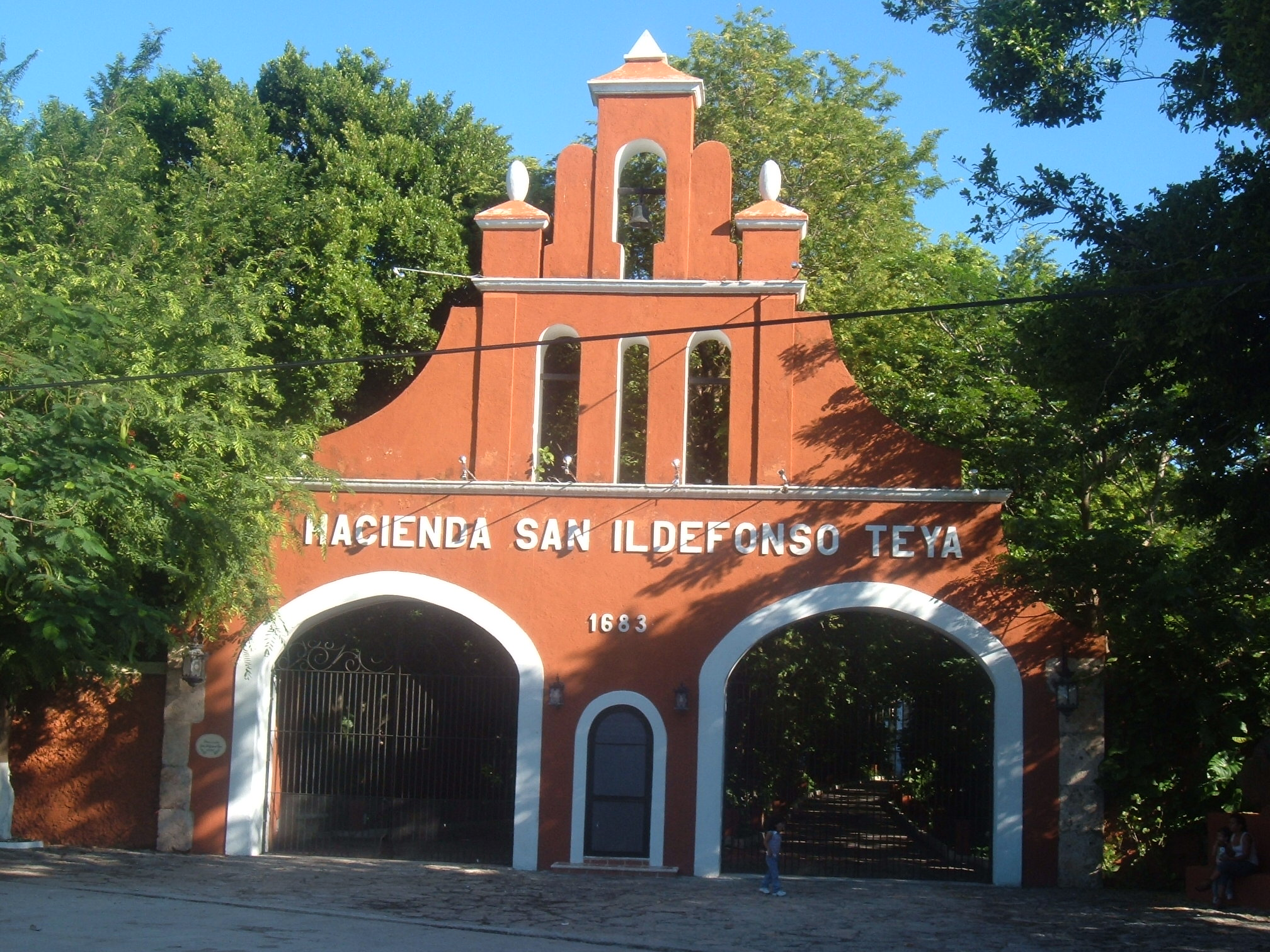
Portal actual de la Hacienda San Ildefonso Teya

Hacienda San Ildefonso Teya fue una hacienda ganadera primero, henequenera después, establecida originalmente en el siglo XVII, ubicada en la localidad de Teya, municipio de Kanasín, en Yucatán, México. El viejo casco de la hacienda ha sido restaurado y transformado en hotel, restaurante y parador turístico.  Se encuentra aproximadamente 10 km al oriente de la ciudad de Mérida, capital del estado de Yucatán.

## Las haciendas en Yucatán
Las haciendas en Yucatán fueron organizaciones agrarias que surgieron a finales del siglo XVII y en el curso del siglo XVIII a diferencia de lo que ocurrió en el resto de México y en casi toda la América hispana, en que estas fincas se establecieron casi inmediatamente después de la conquista y durante el siglo XVII. En Yucatán, por razones geográficas, ecológicas y económicas, particularmente la calidad del suelo y la falta de agua para regar, tuvieron una aparición tardía.
Una de las regiones de Yucatán en donde se establecieron primero haciendas maiceras y después henequeneras, fue la colindante y cercana con Mérida. A lo largo de los caminos principales como en el "camino real" entre Campeche y Mérida, también se ubicaron estas unidades productivas. Fue el caso de los latifundios de Yaxcopoil, Xtepén, Uayalceh, Temozón, Itzincab y San Antonio Sodzil.
Ya en el siglo XIX, durante la llamada guerra de Castas, se establecieron las haciendas henequeneras en una escala más amplia en todo Yucatán, particularmente en la región centro norte, cuyas tierras tienen vocación para el cultivo del henequén.
En el caso de San Ildefonso de Teya, al igual que la mayoría de las otras haciendas, dejaron de serlo, con peones para el cultivo de henequén, para convertirse en un ejido, es decir, en una unidad colectiva autónoma, con derecho comunitario de propiedad de la tierra, a partir del año 1937, después de los decretos que establecieron la reforma agraria en Yucatán, promulgados por el presidente Lázaro Cárdenas del Río. El casco de la hacienda permaneció como propiedad privada.

## Toponimia
El nombre de la hacienda proviene de dos términos: San Ildefonso, el nombre del santo que se encuentra en la capilla de la casa principal, patrono de la misma y Teya, que en lengua maya significa árbol de chicozapote.

## Datos históricos
La hacienda San Ildefonso Teya fue establecida en 1683 por Ildefonsa Antonia Marcos Bermejo Calderón y de la Helguera, esposa del conde de Miraflores.
Durante casi dos siglos se dedicó a la ganadería y al cultivo del maíz. En el siglo XIX, se convirtió en hacienda henequenera. Fue abandonada en la primera mitad del siglo XX y adquirida, más tarde, por su actual propietario Jorge Cárdenas Gutiérrez, quien emprendió en 1987 la tarea de reconstrucción y adaptación a su actual función de restaurante, hotel y parador turiístico.